# 宇川地域

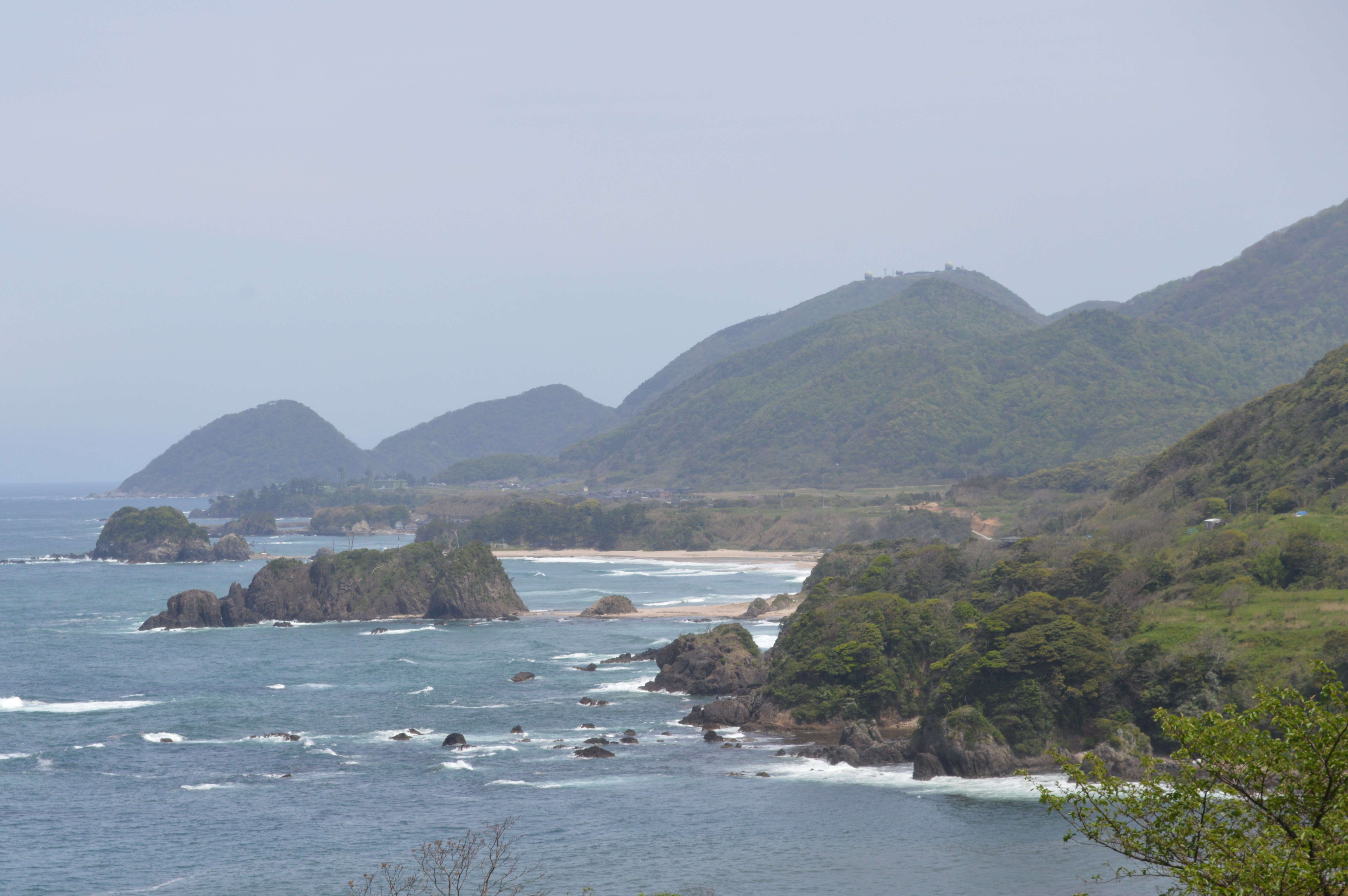
丹後松島

宇川地域（うかわちいき）は、京都府北部、丹後半島先端部の広域地名。京丹後市丹後町の東部にあたる。通称は「宇川（うかわ）」。14の地区で構成されており、1955年（昭和30年）以前の竹野郡上宇川村と下宇川村が含まれる。丹後松島や経ヶ岬などの景勝地で知られ、宇川温泉などがある。

## 地名の由来

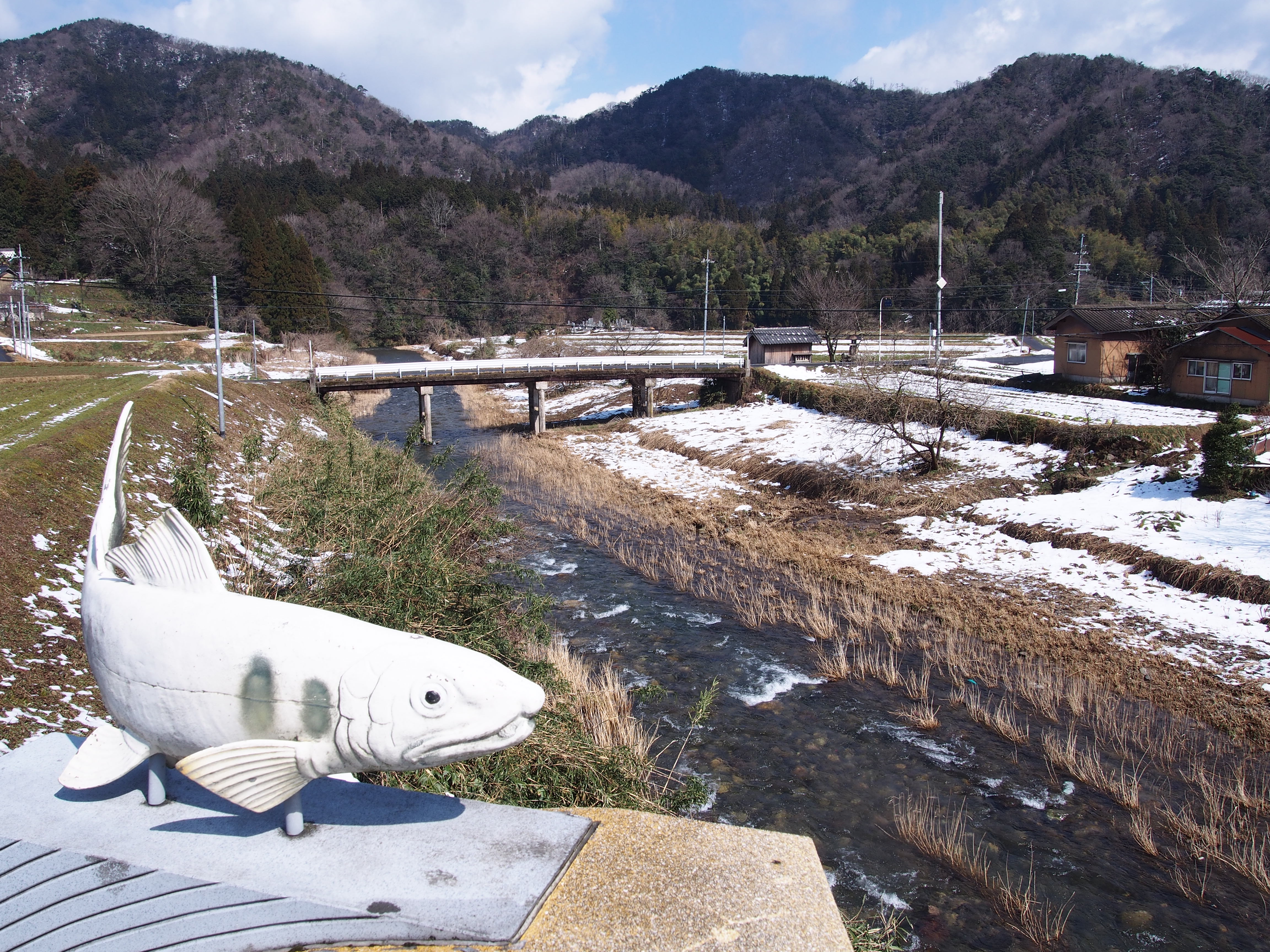
河川としての宇川（宇川地区ではなく弥栄町）

宇川流域に位置していることによる広域地名であり、「宇川」の語源は、宇川地域最大の六神社が大宇迦（おおうが）神社と称されていたころ、主祭神の宇迦之魂神（うがのみたまのかみ）からつけられたとの説がある。

## 地理
京都府の最北端にある京丹後市丹後町の東部で、北は日本海に面し、東を与謝郡伊根町、南を京丹後市弥栄町に面する。総面積65.19平方キロメートルの土地は日本海に沿って東西に長く、大部分は中国山脈の流れを帯びる山地にある。とくに南方の山間部にあった小脇、三山、竹久僧、乗田原などの集落は昭和40～50年代に相次いで廃村となり、21世紀初頭における居住地は、曲折して自然の港湾をいくつも形成する沿岸部と、弥栄町野間地域に発する宇川と吉野川の流域に展開する。約22平方キロメートルを林野が占め、約2.9平方キロメートルの耕地が開拓されている。
気象条件は典型的な山陰型で、冬場の積雪は山間部で平均2メートル、大雪の年には4メートルを超える。沿岸部でも平年で40センチメートル、多い年には2メートルを超える積雪の年もあり、降雪期間も12月下旬から3カ月以上と長い。

## 歴史

### 中世
貞治2年（1363年）の「左弁官下文」に天龍寺雲居庵領として「宇川庄」として初出。

### 近世
慶長7年（1602年）の「慶長郷村帳」に宇川村之内として、袖石、尾和、中浜、上山、谷内、車野、鞍内、井上、遠下が記されており、これらが宇川庄の領域と思われる。江戸時代後期から明治初期にかけての宇川には、平村（計3）・井谷村・遠下村・中野村・鞍内村に計7の寺子屋が存在した。

### 近代

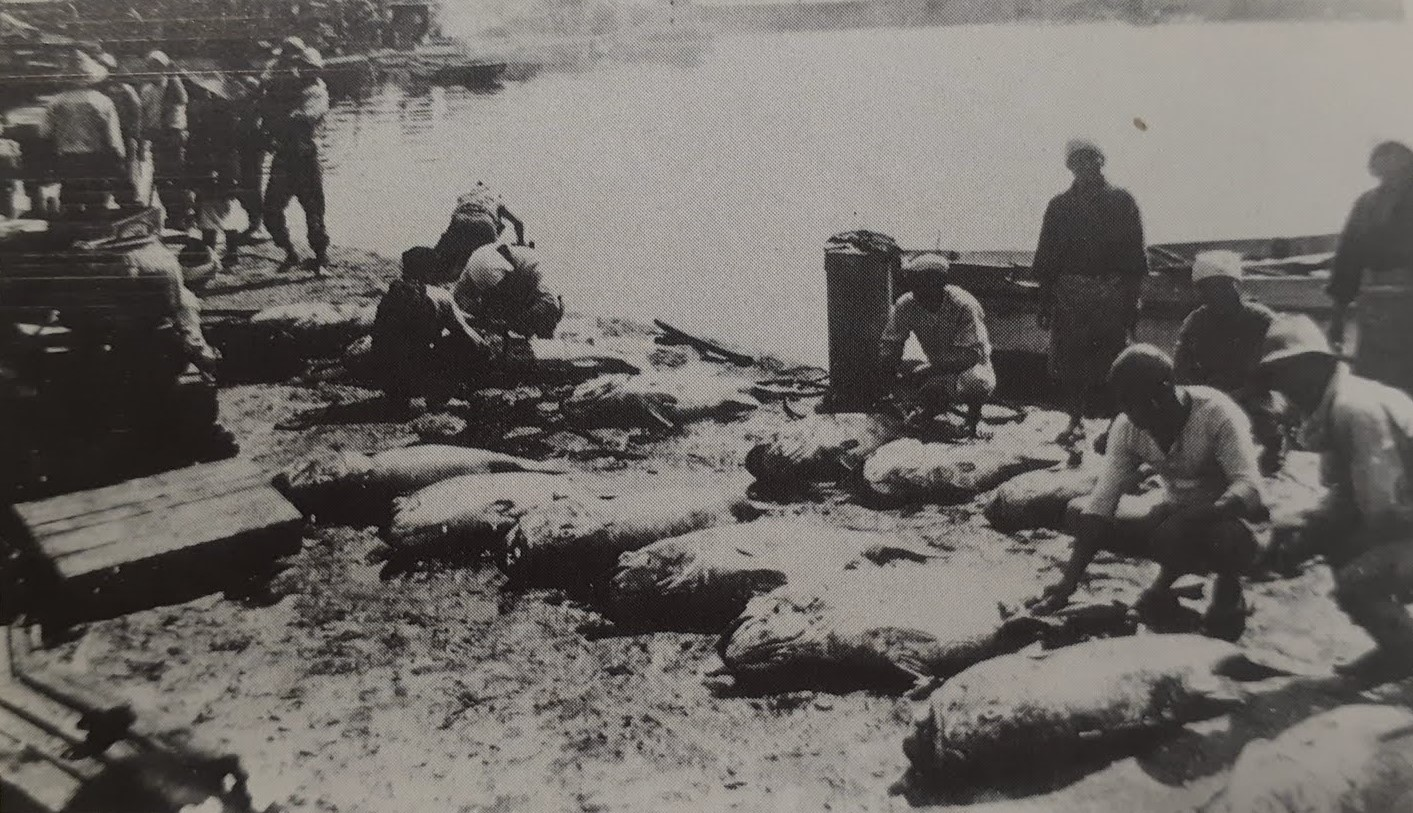
中浜における漁業（大正時代）

1868年（明治元年）5月、宇川は久美浜県に組み込まれ、上宇川と下宇川を一区として区長が置かれた。1871年（明治4年）11月、宇川は豊岡県に組み込まれた。1876年（明治9年）8月には京都府の所属で落ち着き、上宇川と下宇川に別れたうえでそれぞれに戸長が置かれた。1879年（明治12年）には上宇川の各村に戸長役場が置かれたが、1884年（明治17年）には平に上宇川の連合による戸長役場が置かれた。
1889年（明治22年）4月1日には町村制の施行によって、平村・中野村・遠下村・鞍内村・井谷村・三山村・竹久僧村・小脇村・畑村の9か村が合併して竹野郡上宇川村が発足し、尾和村・中浜村・久僧村・上山村・谷内村・上野村・袖志村の7か村が合併して下宇川村が発足した。1898年（明治31年）には袖志の経ヶ岬に経ヶ岬灯台が完成した。
1918年（大正7年）には宇川に大水害が発生した。1920年（大正9年）には初めて宇川に電灯がともった。1920年（大正9年）には中浜電話交換局が電話通信事務を開始した。中浜局の電話番号1番は丹後商工銀行宇川支店、2番は酒造業の永雄文右衛門、3番甲は佐々木重兵衛、3番乙は菓子商の松本亀吉、4番は下宇川村役場である。1927年（昭和2年）3月7日に発生した北丹後地震では、上宇川で8人が亡くなるなどの被害が出た。1931年（昭和6年）には上宇川村と下宇川村の合併が村長会や区長会で協議されたが、結局合併は実現していない。

### 現代
| 1974年の宇川における各地区の世帯数と人口 | 1974年の宇川における各地区の世帯数と人口 | 1974年の宇川における各地区の世帯数と人口 | 1974年の宇川における各地区の世帯数と人口 | 1974年の宇川における各地区の世帯数と人口 | 1974年の宇川における各地区の世帯数と人口 |
| ---------------------------------------- | ---------------------------------------- | ---------------------------------------- | ---------------------------------------- | ---------------------------------------- | ---------------------------------------- |
| 上宇川                                   | 平                                       | 103世帯 394人                            | 下宇川                                   | 袖志                                     | 101世帯 374人                            |
| 上宇川                                   | 井上                                     | 14世帯 50人                              | 下宇川                                   | 尾和                                     | 28世帯 122人                             |
| 上宇川                                   | 中野                                     | 26世帯 95人                              | 下宇川                                   | 中浜                                     | 168世帯 677人                            |
| 上宇川                                   | 井谷                                     | 6世帯 29人                               | 下宇川                                   | 久僧                                     | 87世帯 376人                             |
| 上宇川                                   | 畑                                       | 7世帯 23人                               | 下宇川                                   | 上野                                     | 56世帯 226人                             |
| 上宇川                                   | 遠下                                     | 34世帯 156人                             | 下宇川                                   | 谷内                                     | 34世帯 153人                             |
| 上宇川                                   | 鞍内                                     | 24世帯 112人                             | 下宇川                                   | 上山                                     | 6世帯 23人                               |
| 上宇川                                   | 三山                                     | 12世帯 50人                              | 下宇川                                   | 下宇川計                                 | 480世帯 1951人                           |
| 上宇川                                   | 小脇                                     | 1世帯 2人                                | 自衛隊                                   | 自衛隊                                   | 1世帯 109人                              |
| 上宇川                                   | 上宇川計                                 | 227世帯 911人                            | いずれも1974年10月31日時点               | いずれも1974年10月31日時点               | いずれも1974年10月31日時点               |

1952年（昭和27年）には平に上宇川村営の診療所が開設された。1955年（昭和30年）2月1日、竹野郡間人町・豊栄村・竹野村・上宇川村・下宇川村が合併して丹後町が発足した。合併時点の丹後町の人口は11738人であり、旧上宇川村の人口は1461人、旧下宇川村の人口は2474人だった。1963年（昭和38年）の昭和38年1月豪雪（三八豪雪）の際には、三山や小脇で6メートルを超える積雪となり、自衛隊による救助活動を受けた。
高度経済成長期に入ると山深い集落の暮らしは行き詰まって離村が相次ぎ（丹後町の離村・廃村、弥栄町の離村・廃村）、宇川の人口は2018年（平成30年）時点で約1,300人となり、平成時代の30年でおよそ半減した。14地区のうち、2018年2月末時点で65歳以上が半数を占める限界集落が6地区、予備軍といわれる準限界集落が5地区を数える。人口減少は商店や銀行や農協や公共交通機関など暮らしを支えるインフラを奪い、離村に拍車をかけた。2002年（平成14年）7月には北都信用金庫宇川支店が間人支店に統合された。一方で、1999年（平成11年）には宇川診療所が開設されている。
2020年（令和2年）4月、宇川中学校跡地のグラウンドに、ドクターヘリが離着陸する京丹後宇川ヘリポートが整備され、運用を開始した。2024年10月から11月にかけて、全国規模で日米共同演習が行われ、経ケ岬通信所や経ケ岬分屯基地、その周辺でも訓練が行われた。

## 地区

### 下宇川
袖志（そでし）

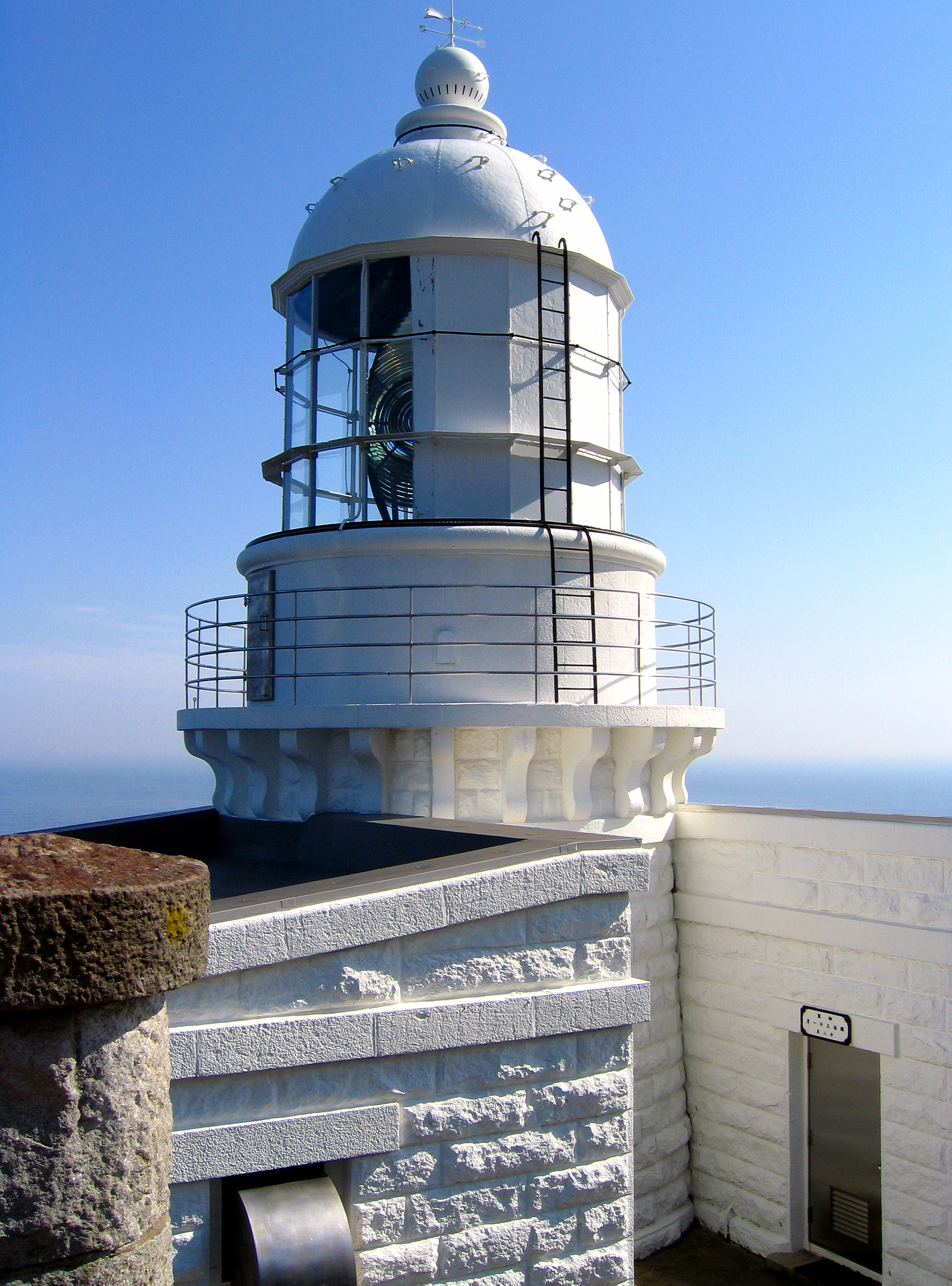
経ヶ岬灯台

- 79世帯・177人（2016年9月30日）[30]
- 経ヶ岬には日本三大灯台のひとつとされる経ヶ岬灯台があり、映画『新・喜びも悲しみも幾歳月』のロケ地にもなった。日本の棚田百選に選定されている袖志の棚田があり、田植え体験などの地域再生活動が行われていた[30]。観光スポットとしては海食洞の穴文殊などもある。航空自衛隊の経ヶ岬分屯基地や在日米軍経ヶ岬通信所がある。

尾和（おわ）
- 26世帯・68人（2014年8月30日）[31]
- 毎年8月24日には尾和と袖志の間にある穴文殊で、海上安全や五穀豊穣を祈願する穴文殊祭りが開催される[31]。氏神として八柱神社がある[31]。

中浜（なかはま）
- 164世帯・355人（2014年7月31日）[32]
- 宇川地区最大の人口を有する大字である。江戸時代の慶長年間には近隣地域隋一の漁村であり、タラ・シイラ・サメ・カレイなども漁獲した[32]。現在の中浜漁港は京都府唯一の第4種漁港（避難港）である[32]。

久僧（きゅうそ）
- 78世帯・184人（2016年10月31日）[33]
- 2011年（平成23年）まで久僧海水浴場では障害児療育キャンプ事業であるきゅうそキャンプが行われていた。日本海を望む高台には宇川温泉がある。近年には下宇川保育所跡地に宇川アクティブライフハウスが開設され、2013年（平成25年）に設立された宇川加工所などが地域活性化に関する活動を行っている。2019年（平成31年）1月には宇川地区唯一のスーパーであるにしがき宇川店が閉店した。

上野（うえの）
- 55世帯・124人（2015年1月31日）[34]
- 下宇川全体の氏神である六神社には南北朝時代の宝篋印塔がある[34]。江戸時代の宝暦3年（1753年）には上野村の多兵衛が宇川の鮎について研究した[34]。京丹後市立宇川小学校と京丹後市立宇川中学校があったが、2014年（平成26年）3月には宇川中学校が閉校となった。高嶋海水浴場とオートキャンプ場がある[34]。2020年（令和2年）に、京都府最古とされる旧石器時代後期（3万6000年前）の上野遺跡が発見された[35][注 1]。

谷内（たにうち）
- 27世帯・51人（2016年10月31日）[36]
- 平安時代後期に源氏の佐々木高綱一行が通った時の伝承に基づく馬つなぎ橋がある。江戸時代から「谷内の太刀振り」が奉納されている。

上山（うえやま）
- 5世帯・9人（2020年7月31日）[37]
- 丹後地方有数の古寺・上山寺の門前集落に端を発する山村集落である[38]。上山の田では農家による自然農法の試みが行われているほか、棚田においては京都大学と協働して古代米を栽培しており、古代米を使用したメニューが京都大学生協で提供されている[39][37]。

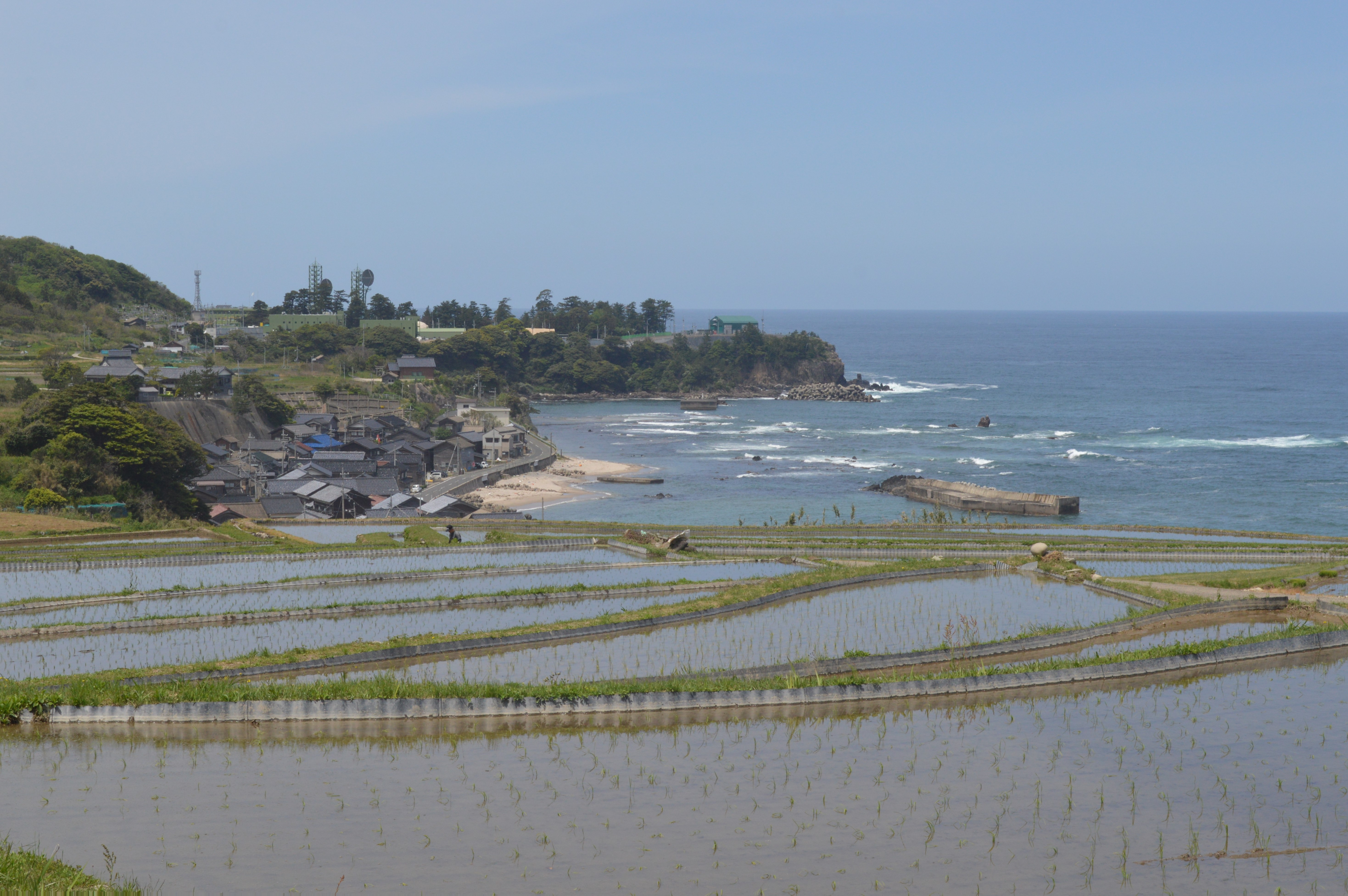
袖志の棚田と日本海
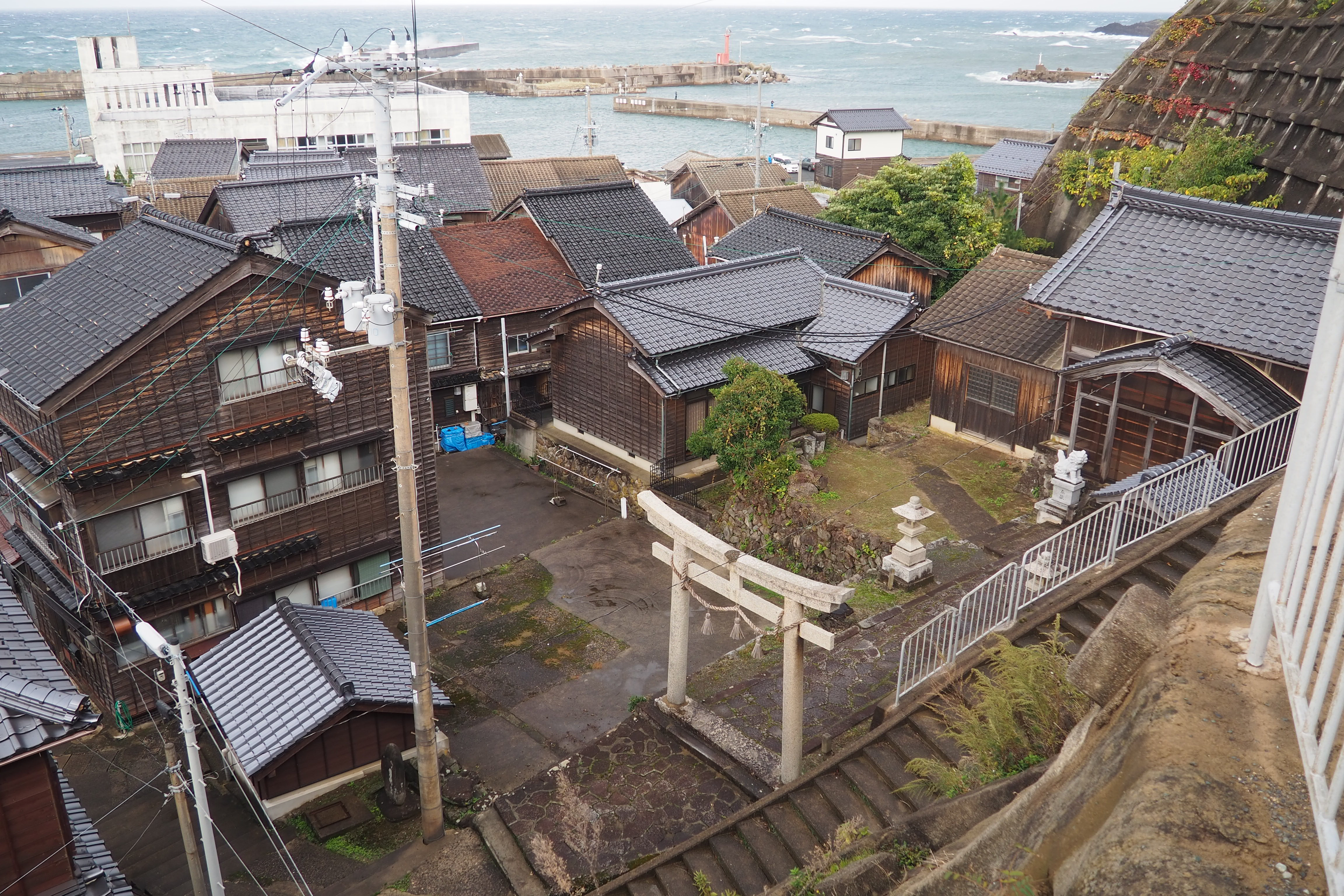
中浜の集落
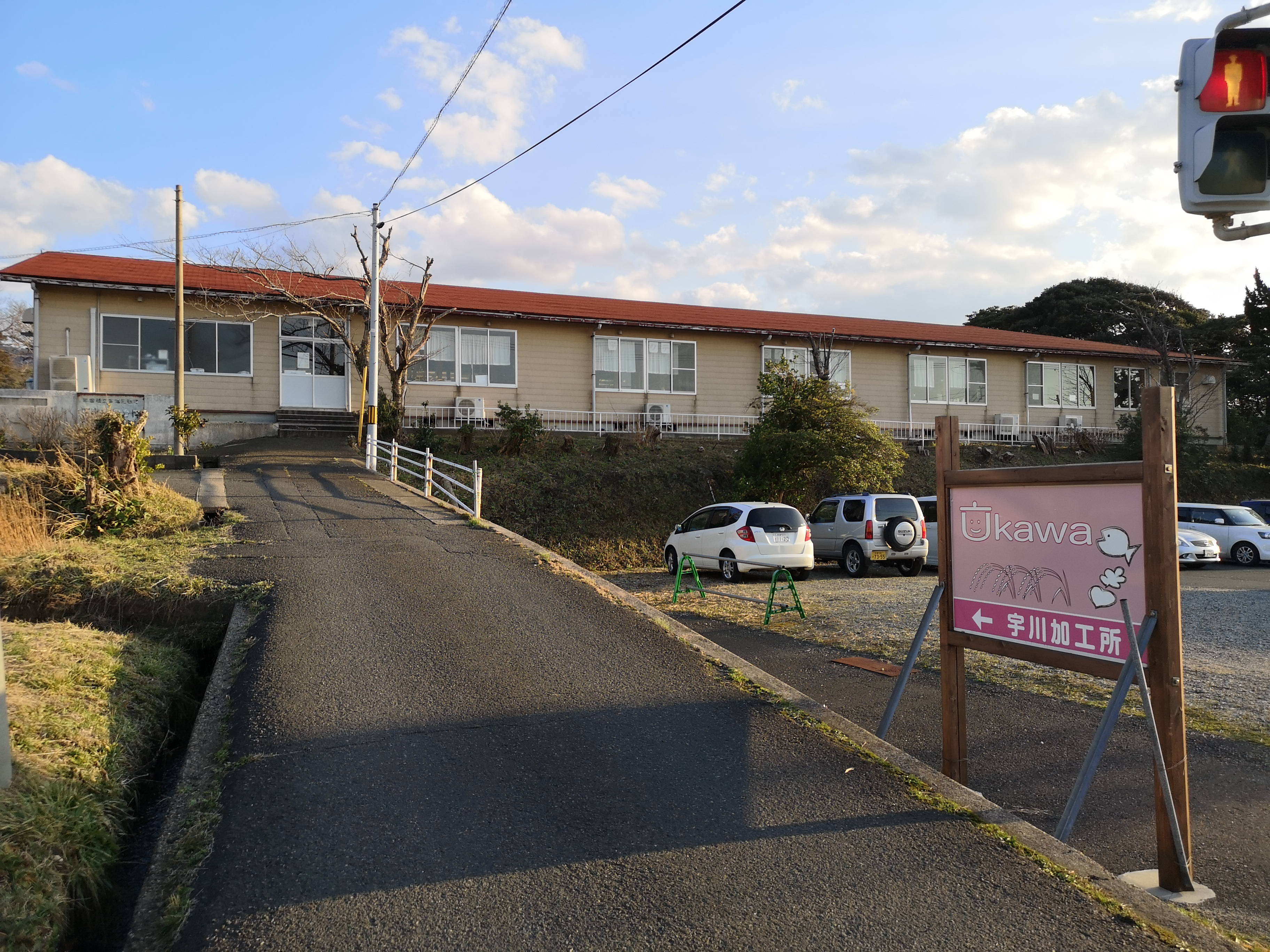
久僧にある宇川アクティブライフハウス
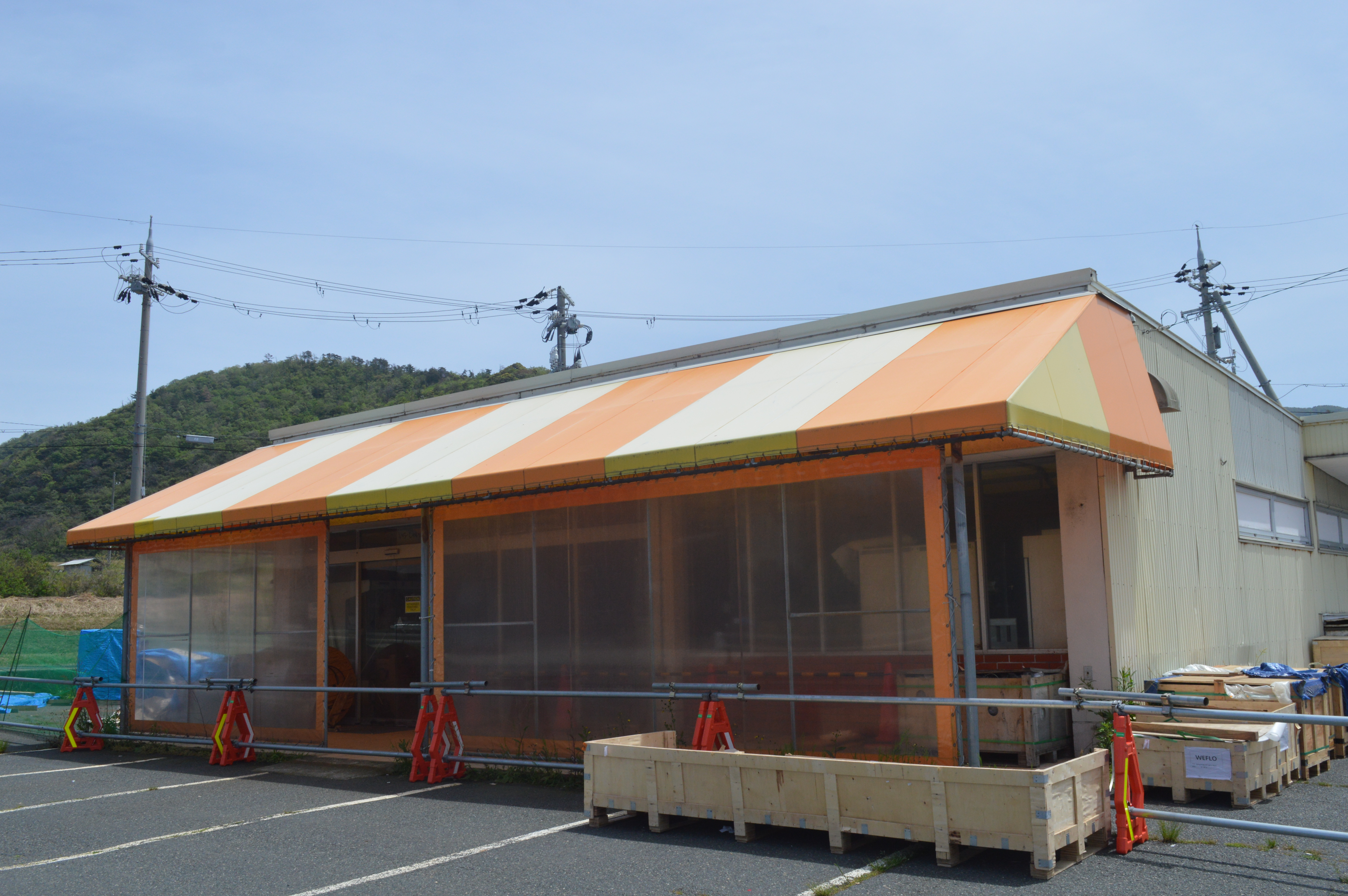
久僧にあったにしがき宇川店
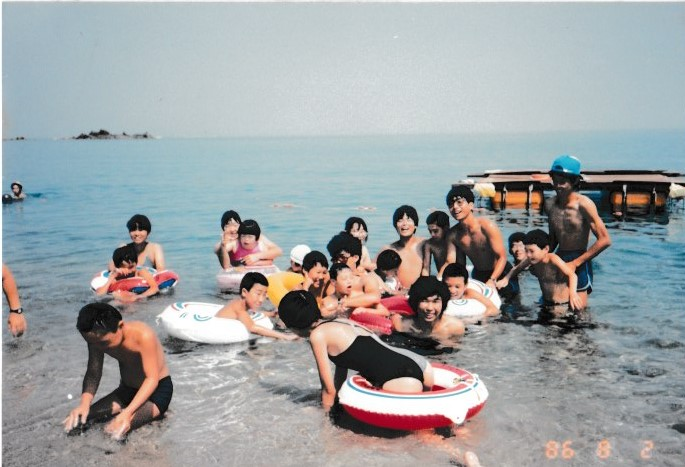
久僧で行われていたきゅうそキャンプ
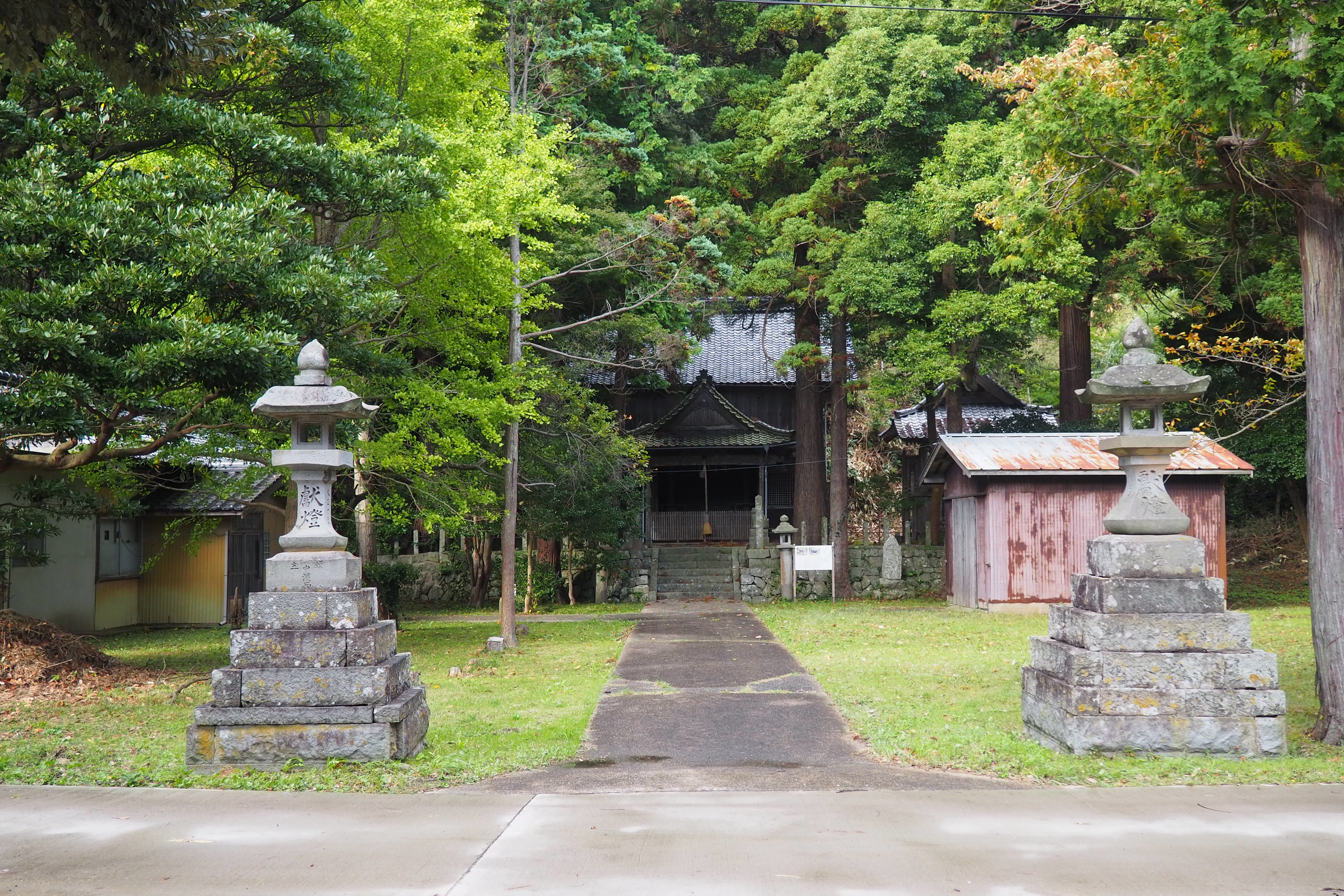
上野にある六神社

### 上宇川
平（へい）

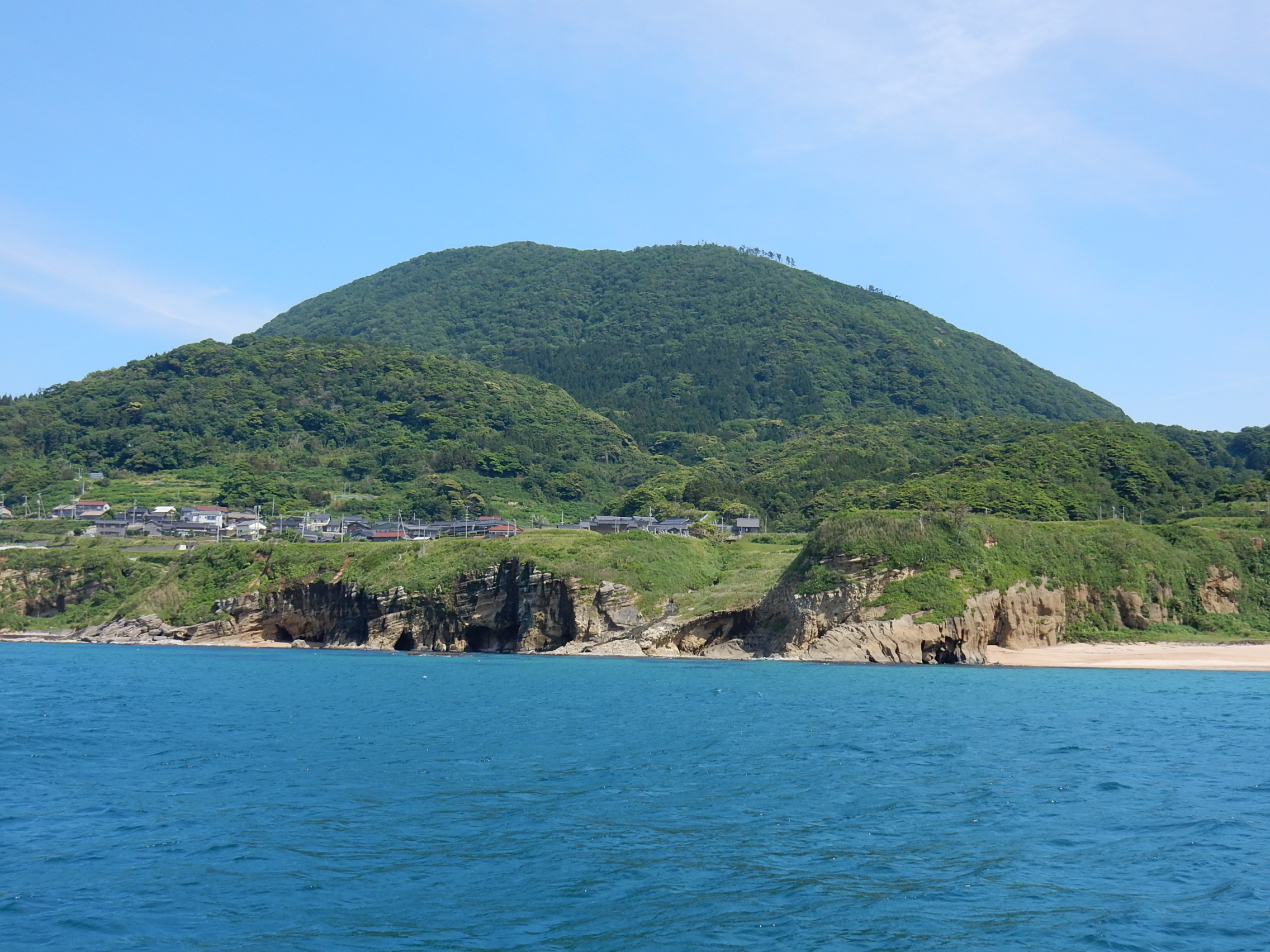
上宇川の西側にある依遅ヶ尾山

- 104世帯・227人（2016年9月30日）[40]
- 上宇川の中心地区とされる。京都の自然200選に選定されている丹後松島は平や此代などにまたがっており、サーフィンなども可能な平海水浴場がある。名称は平家の落人部落に由来するとされる[40]。縄文時代の平遺跡があり、曹洞宗の常徳寺や日蓮宗の妙源寺などがある[40]。

井上（いのうえ）
- 6世帯・18人（2016年9月30日）[40]
- 国営農地の丹後町宇川第2団地にある果樹園ではぶどうなどが栽培されている。

中野（なかの）
- 23世帯・64人（2016年10月31日）[41]
- 長寿の郷として知られ、世界最高齢の人物だった木村次郎右衛門が住んでいた[41]。中野保育所では上宇川文化祭が開催される[41]。

井谷（いだに）
- 3世帯・5人（2013年7月1日）[42]
- かつては織物業や農業を営んでいたが、現在は限界集落となっている[42]。井谷薬師堂には鎌倉時代前期の宝篋印塔がある[42]。

畑（はた）
- 3世帯・9人（2014年2月28日）[43]
- 1955年（昭和30年）に15世帯101人だった人口は1世帯3人にまで減少したが、移住者が現れたことで2014年（平成26年）には3世帯9人となった[43]。

遠下（おんげ）
- 29世帯・83人（2014年3月31日）[44]
- 依遅ヶ尾山の山麓にあり、水稲や野菜などの農業を営んでいる[44]。依遅神社の祭礼で奉納される「遠下のちいらい踊」は京都府登録無形民俗文化財に指定されている[45]。

鞍内（くらうち）
- 19世帯・37人（2014年5月31日）[46]
- 1955年（昭和30年）には33世帯171人が暮らしていた[46]。1991年（平成3年）には丹後町立虎杖小学校（いたどりしょうがっこう）が閉校となり、跡地には鞍内キャンプ場が開設されたが[46]、現在のキャンプ場は閉鎖されている。教員であり詩人でもあった池井保は、虎杖小学校で行った教育実践を『亡び村の子らと生きて』に書いている。

## 産業

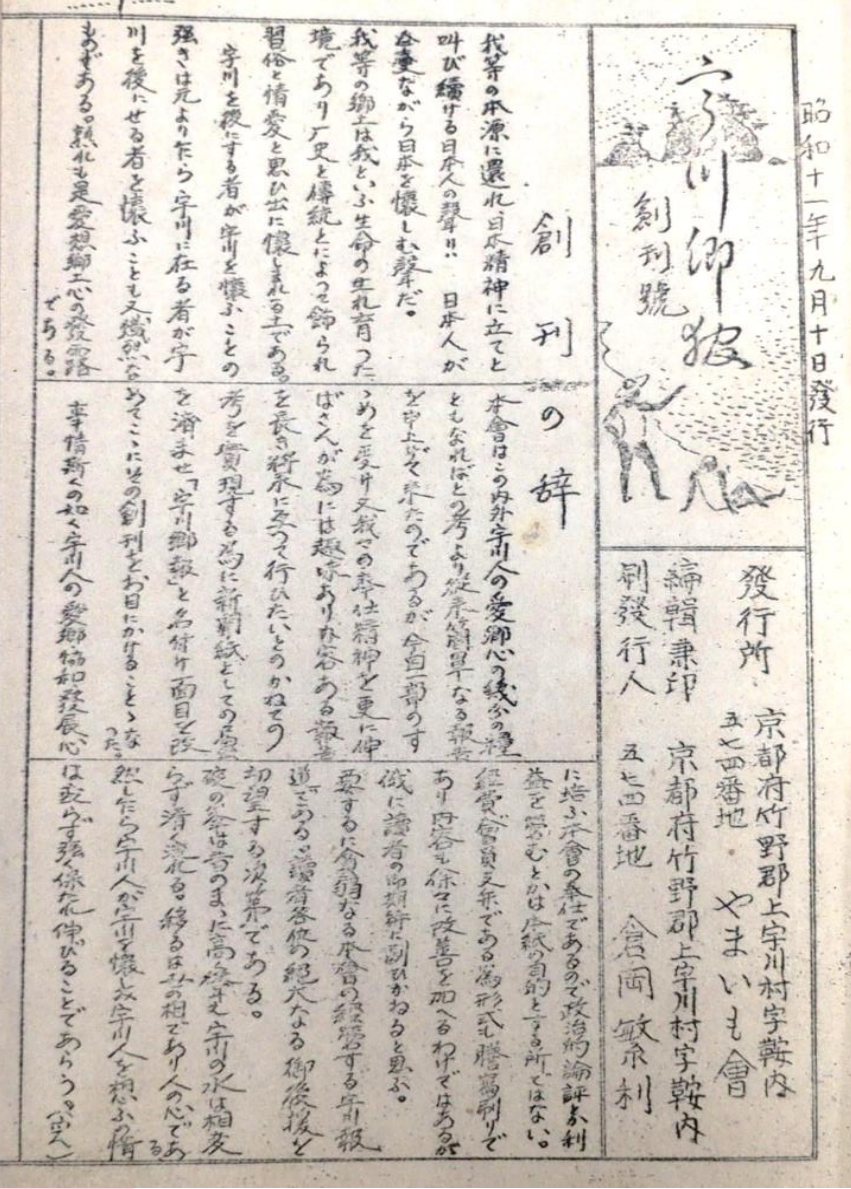
地域情報誌『宇川郷報』創刊号（昭和11年）

1995年（平成7年）刊行の『丹後杜氏誌』によれば、当時の宇川の戸数782戸のうち、全体の67パーセントを占める521戸が農業を営み、次いで水産業、商業、公務員が多かった。農業は稲作を中心に養蚕、畜産、出稼ぎを兼業し、漁もした。耕作可能な平野部が少ないうえに雪に閉ざされる期間が長いことから、宇川地域の農家は一様に零細で、一戸あたりの稲作付け面積は3.267平方メートルと、全国平均や京都府平均と比べても低く、二毛作田は約5割にとどまる。稲作に適さない狭隘な畑は桑や自家製の菜園にあてられている。
畜産は農家が農業経営の一環としていた程度で、乳牛を飼育して酪農中心の経営方針をとっているところは2戸のみである。宇川の牛は役牛であるものの、「宇川牛」として広く丹後地方の畜産の祖となってきた。20世紀末には宇川牛の頭数も減少し、畜産は衰退の傾向にあるものの、代わって養鶏を営む農家がある。農家のうち約4割が、1日の労働時間を15時間費やし、養蚕を行っていたという。
同じく20世紀末の記録で、漁業は83戸が営んでいたが、専業の漁業者は2割にとどまり、主に縦縄などの沿岸漁業でブリ、サバ、イカ、鯛などを漁獲する。またサザエやアワビ、ワカメ、海苔、ウニなどの貝類や海藻類の採取を行う。水産製造物の主なものは海苔で、1958年（昭和33年）には323,000キログラムを製造した。次いでテングサが多く3,119キログラムだった。多くの漁業者は農業と兼業で、1～2トン程度の動力船100隻とその他の手漕ぎ船等38隻を保有した。
以上、その土地において様々に工夫されてきたものの全般に零細であるため、江戸時代頃より出稼ぎなどの兼業がさかんに行われ、丹後杜氏のような職業集団の発展に繋がった。また、近代工業の汚染を免れた清流の天然アユである宇川のアユ、「丹後の漁撈習俗」として「記録作成等の措置を講ずべき無形の民俗文化財」に含まれる袖志の海女など、この地域独特の産業が発展した。
地域住民の生活を支える宇川は、その伏流水を地域の飲料水として利用し、そのほかほとんどすべての生活用水・農業用水に宇川の川の水を利用する。農薬を使わない時代には魚や貝類の生息がひじょうに多く、鍬で砂を2度3度かくだけでその日の夕飯の汁物ができるほどシジミが採れたという。1920年（大正9年）には上流に長さ3キロメートル、落差53メートルの水力発電施設「小脇発電所」が建設され、750キロワットを水力発電によって約2,000戸に供給した。

### 丹後杜氏

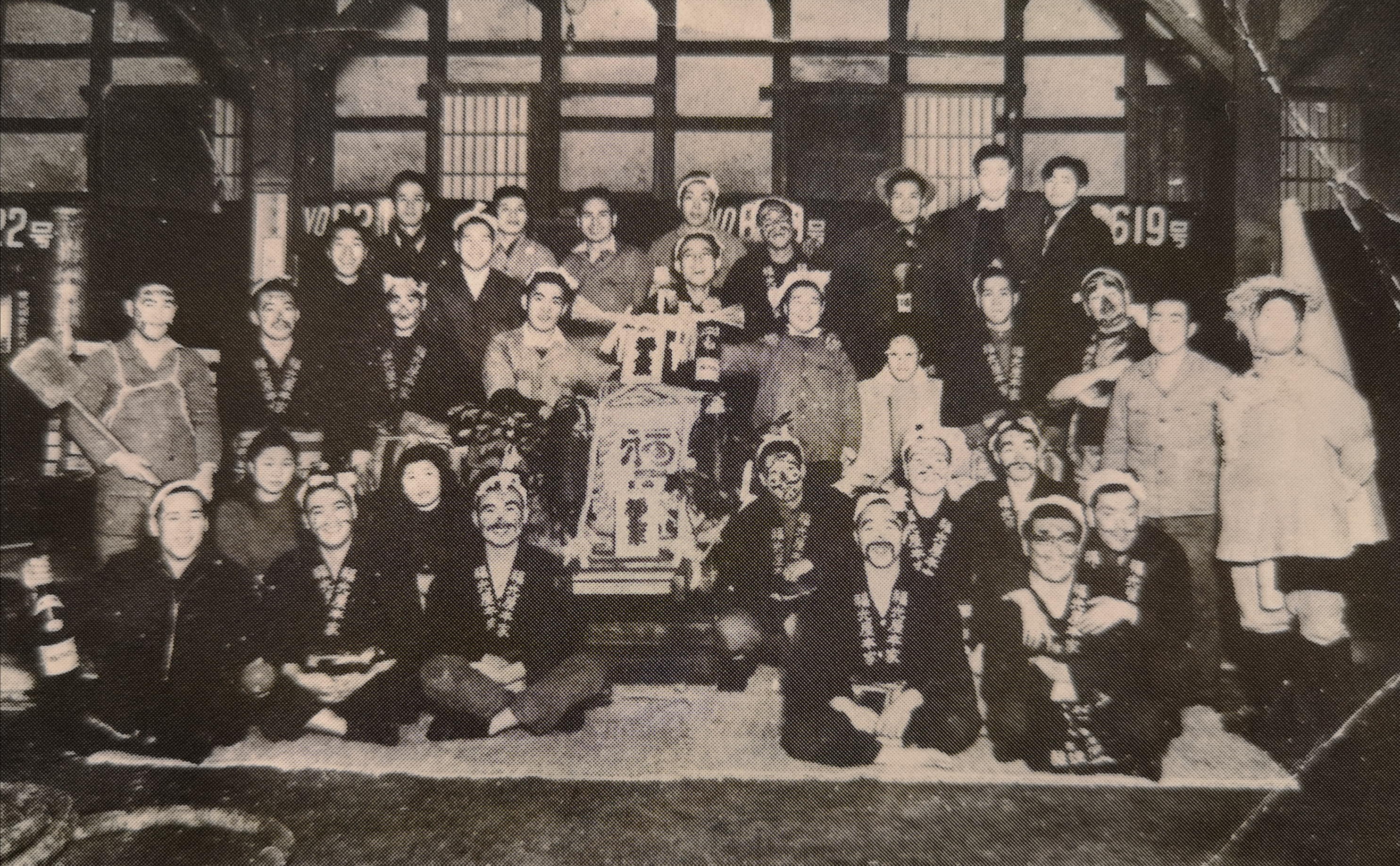
1950年（昭和25年）福光屋での宇川杜氏節分祭

大正時代末期から昭和期には伏見地方の醸造界を牛耳るまでに発展した「丹後杜氏」は、その大多数が宇川地方出身者であり、古くは「宇川杜氏」と呼ばれた。江戸時代の中頃、伏見地方に進出し、当初は米踏労働者であったが、次第に「蔵人」として経験を積み、明治時代後期に水車動力が導入されて米踏労働に人員が不要となると大半が酒造りに転向した。丹後杜氏としてその技量が注目されるようになったのは、江戸時代末期、文久・文治・慶応年間の頃であるといわれ、20余名の蔵人が伏見地方で酒造りに携わったほか、南山城や大和方面にも進出し、1881年（明治14年）頃には50名以上、明治末期から大正初期には300名以上が丹後杜氏として酒造りに従事し、全盛期を築いた。最盛期には400人以上いた丹後杜氏のうち、300人以上の丹後杜氏が働いたという伏見のキンシ正宗では、昭和期に伏見杜氏組合長も務めた丹後杜氏の名匠・岩崎熊治郎らを酒造りを支えた杜氏たちとして紹介する。
宇川地域からの出稼ぎ労働は、寛政年間で奈良地方に足を延ばして寒天づくりに従事したのがはじまりという。宇川地方の農家は全般に零細が多く、農閑期の冬場はとくに積雪により冬籠りを余儀なくされるため、この3ヵ月ほどの期間を出稼ぎに充てたことが理由であったが、寒天づくりの期間は短かったため、より長期間収入を得られる酒造の出稼ぎ労働に次第に転向した。

### 宇川のアユ

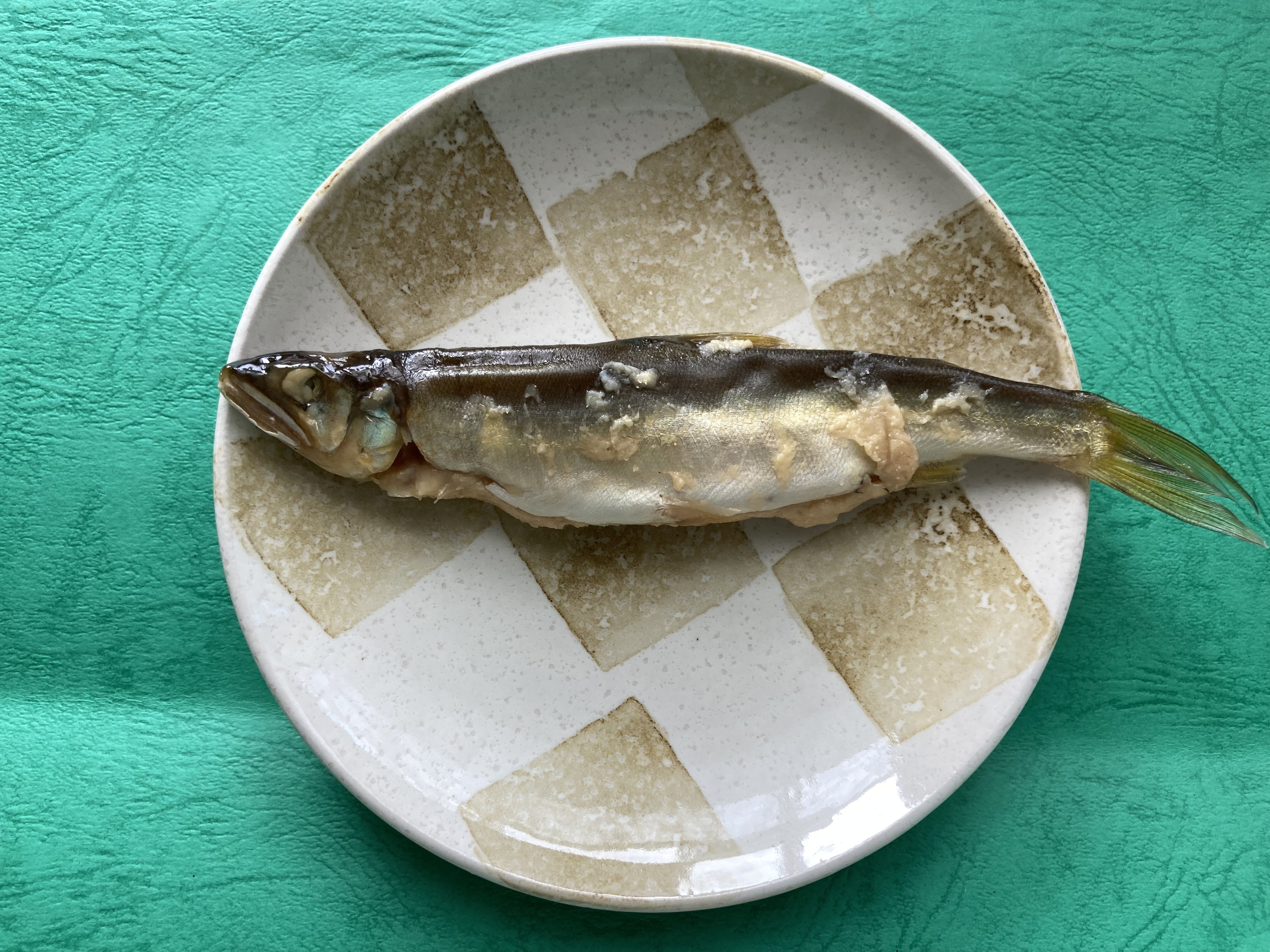
宇川アユのかす漬け

この地域の地名の由来でもある宇川は、日本の数ある河川のなかでも特に鮎が多いこと、研究に適した瀬や淵の構造などから注目され、1955年（昭和30年）に京都大学動物学教室の研究河川指定を受け、約30年間にわたる宮地伝三郎や川那部浩哉らの研究によって天然の鮎が遡上する川として世界的に知られるようになった。この研究により、宇川は国際生物学会（I・B・P）環境保全指定河川となっている。2017年には琵琶湖産の稚鮎約18,000匹が放流された。
豊富な天然の遡上鮎に加え、稚魚を放流することによって宇川で育った鮎を「宇川のアユ」（宇川鮎）と称し、多くの釣り人を惹きつける産業に発展したことから、京丹後市では流域一帯を「宇川流域天然鮎生息地」として指定文化財としている。

### 宇川牛

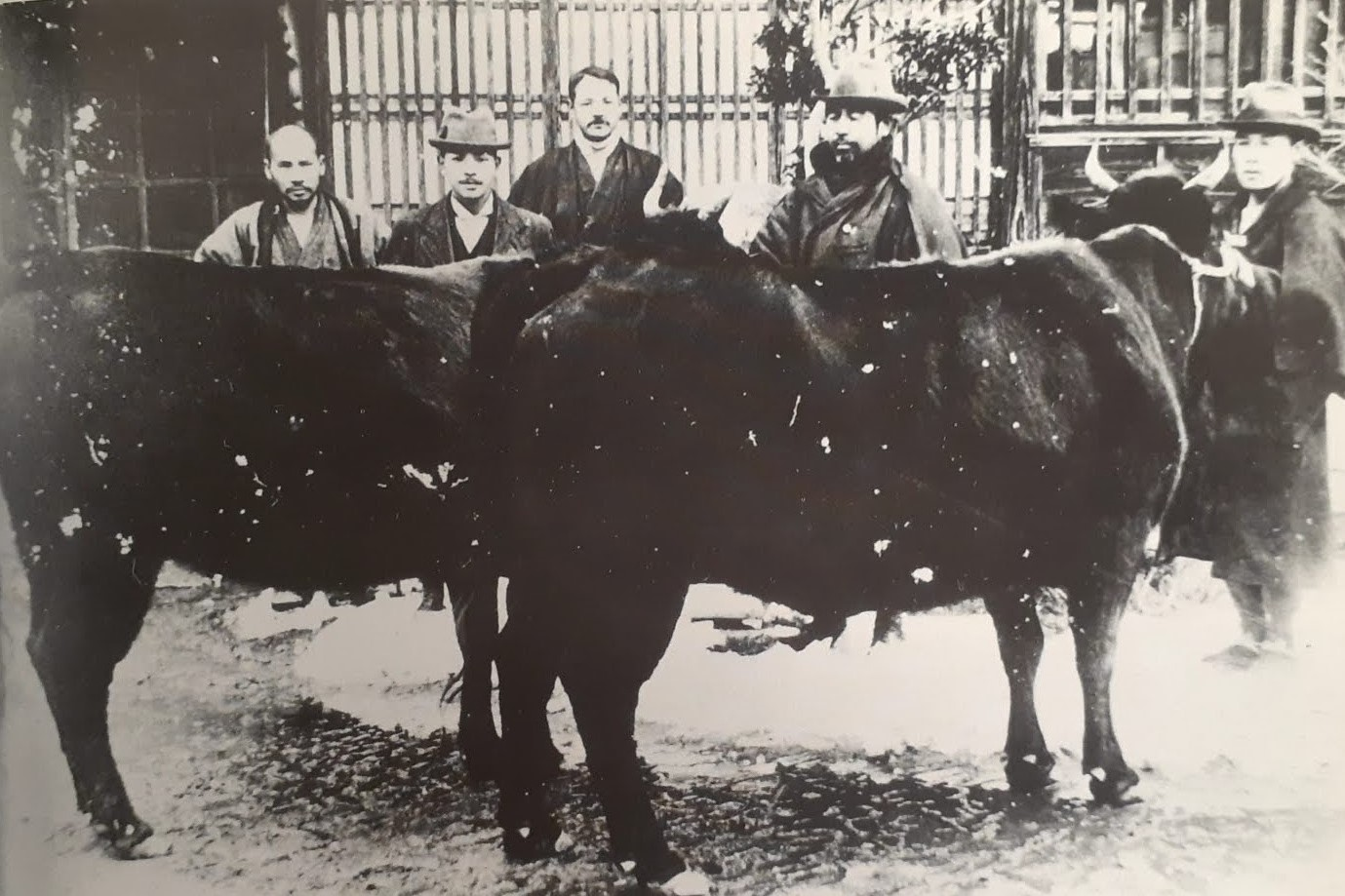
宇川牛の品評会（1935年頃）

和牛に代表される宇川の畜産の歴史は古く、一説によれば西暦500～600年頃には始まったといわれている。「宇川牛」は日本畜産学の日本牛分類に列記され、江戸時代に宮津藩が開催した牛の市では中央上座に繋がれた。丹後半島の中郡・竹野郡・熊野郡一帯の牛はほとんどが宇川牛を基牛としたとみられ、21世紀において「京都肉」と称される和知生産の肉牛の基牛も宇川牛である。1906年（明治39年）に竹野郡畜産組合が創設された折には、宇川牛の改良増殖が第一方針とされた。
地域産業としての宇川牛の全盛期は1955年（昭和30年）頃で、畜産農家635戸で651頭を飼育した。農業の機械化や子牛価格の暴落によって、畜産農家はその後激減し、1965年（昭和40年）には268戸で287頭をするのみとなるが、1961年（昭和36年）には、碇地区で京都府内で初となる昼夜放牧が47頭で開始され、1966年（昭和41年）には肉用牛導入事業や肉用牛センターが設置されたごとにより十数頭を飼育する畜産農家も登場し、1972年（昭和48年）には17戸で40頭を飼育した。1979年（昭和54年）、京都府は総合牧場として宇川の碇地区に京都府畜産技術センターとして碇高原牧場を整備し、以後、京都府畜産研究の拠点となっている。

## 教育

### 小学校

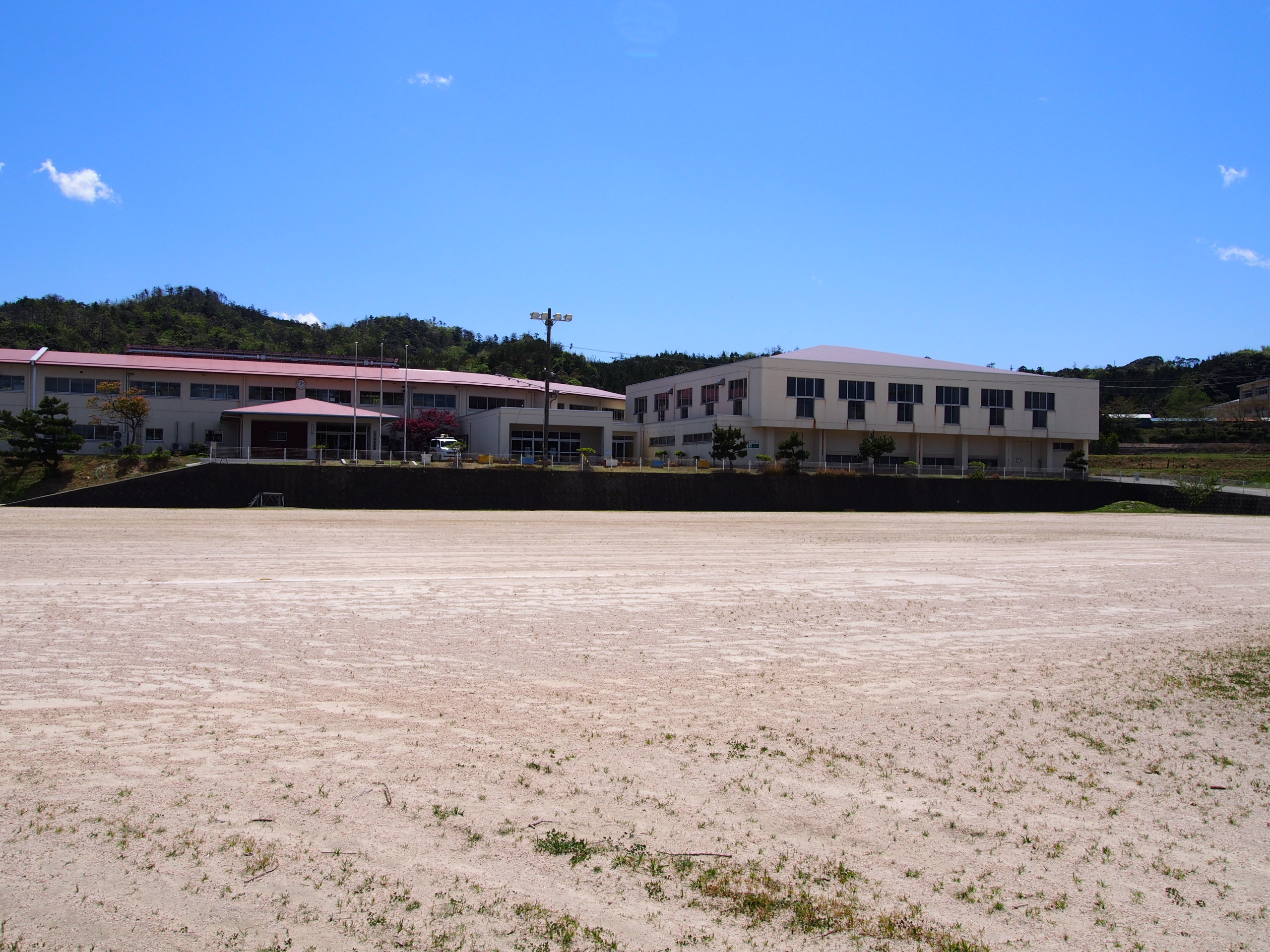
上野にある京丹後市立宇川小学校

1874年（明治7年）、上宇川の平に平学校の前身となる学校が開校した。1878年（明治11年）には平学校の校舎が2階建てで新築された。1888年（明治21年）には上宇川の学校が平から中野に移転した。
1894年（明治27年）、中浜学校に上宇川・下宇川両村組合立宇川尋常高等小学校が設置された。1896年（明治29年）には上宇川の三山に上宇川第二尋常小学校が設立され、平尋常小学校は上宇川第一尋常小学校に改称された。1904年（明治37年）には上宇川第一尋常小学校に高等科が設置された。1905年（明治38年）には上宇川第二尋常小学校が後の虎杖小学校の場所に校舎を新築した。1907年（明治40年）には上宇川第二尋常小学校が虎杖尋常小学校に改称した。
1926年（大正15年）には下宇川小学校が新築された。1939年（昭和14年）には虎杖尋常小学校が上宇川第一尋常小学校の分校となった。1941年（昭和16年）には国民学校令によって各尋常小学校が国民学校に改称した。太平洋戦争末期の1945年（昭和20年）には舞鶴市立中筋小学校から上宇川に39人の児童が学童疎開し、平の常徳寺を宿舎とした。
1947年（昭和22年）には上宇川国民学校の全校舎が焼失し、しばらくは学年ごとに常徳寺や妙源寺を仮教場とした。1964年（昭和39年）には虎杖学校が鉄筋コンクリート造2階建ての校舎を建設し、丹後町立虎杖小学校として独立した学校となった。1974年（昭和49年）には丹後町立上宇川小学校が100周年を迎えた。
1975年（昭和50年）には上宇川小学校と丹後町立下宇川小学校が統合され、新たに丹後町立宇川小学校が開校した。宇川小学校は地域資源を積極的に取り入れた教育で高く評価されている。2021年（令和3年）時点で京丹後市教育委員会は宇川小学校を近くの小学校に統合する計画案を策定しているが、宇川地区の住民は宇川小学校の存続を要望している。

### 中学校

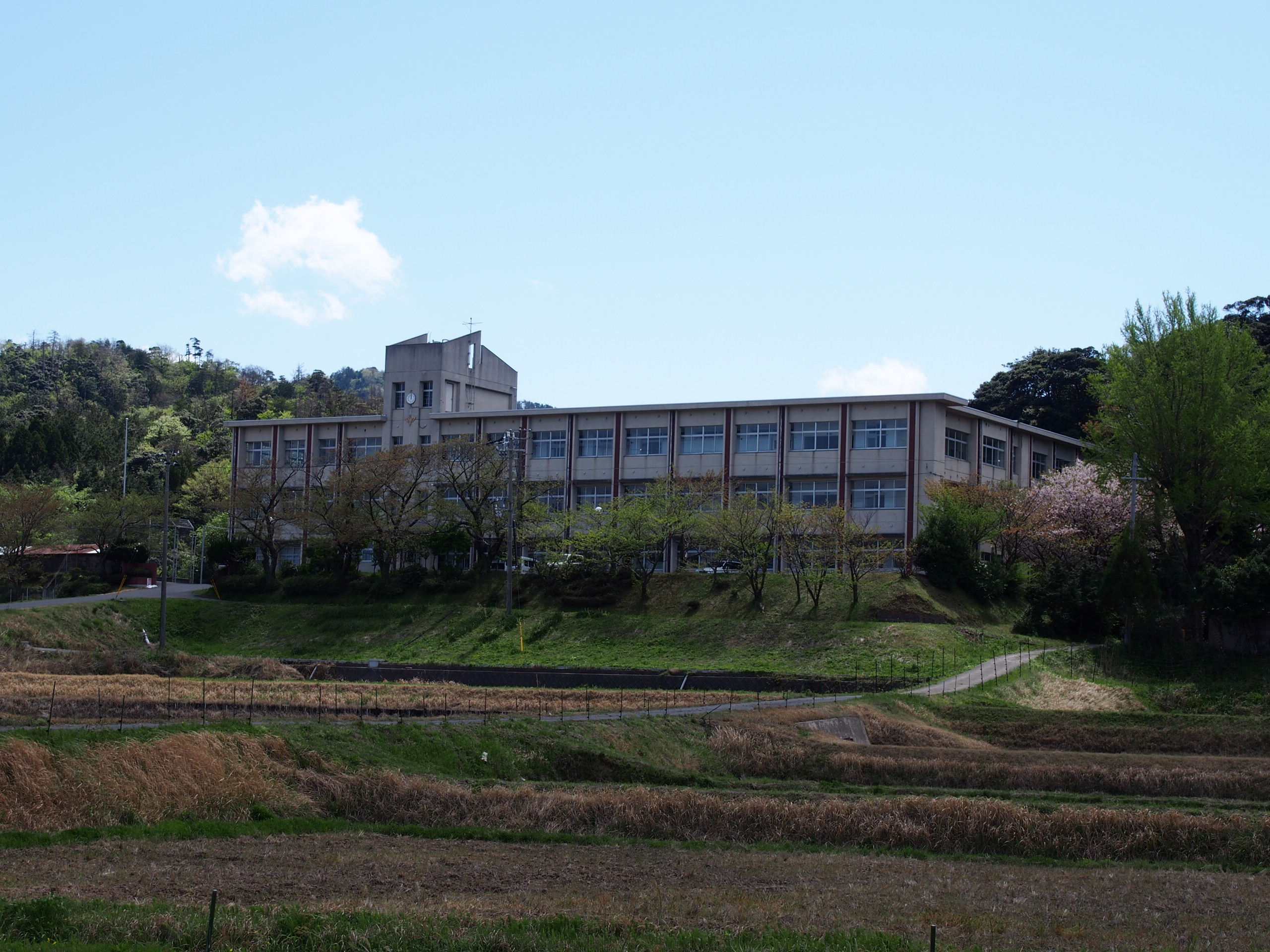
上野にあった京丹後市立宇川中学校

1947年（昭和22年）には下宇川小学校に併設して、上宇川・下宇川・竹野各村組合立の宇川中学校が開校した。1949年（昭和24年）には宇川中学校が間人町立間人中学校の宇川分校となった。1957年（昭和32年）にはには丹後町立宇川中学校が間人中学校から独立し、1958年（昭和33年）には上野に新校舎が完成した。
1982年（昭和57年）には宇川中学校の新校舎が完成した。少子化などの影響で生徒数が減少したことから、2014年（平成26年）3月には宇川中学校が閉校し、間人中学校と統合して京丹後市立丹後中学校が開校した。以後、宇川地域に中学校は無い。

## 交通
1919年（大正8年）には宇川丸が竣工し、中浜＝間人＝浅茂川＝宮津間に船舶による貨客輸送が開始された。1933年（昭和8年）には宇川バスが開業した。1937年（昭和12年）には宇川＝間人間を1日5往復しており、間人から峰山行の間人バスや網野行の三日月バスに乗り換えることができた。1938年（昭和13年）には宇川バス・間人バス・三日月バスが合併して竹野郡乗合自動車株式会社が設立された。1941年（昭和16年）には客船の有明丸が中浜＝宮津間を運航しており、国鉄宮津駅からの京都駅行列車に接続していた。
1962年（昭和37年）には宇川も通る国道178号（丹後半島一周道路）が開通。それまでの宇川は「陸の孤島」と称されることもあり、当時の丹後町長は「十数年も恋仲だった隣の伊根町ときょう晴れて結婚式をあげることができた」と開通の喜びを表現した。その後も、宇川から西の間人方面への道は、カーブが多く道幅の狭い此代地区ではマイクロバスが通るたびにほかの車を止める必要があり、傾斜のきつい乗原峠では積雪があると車はすべって坂を登れないなど、難所の連続であったが、1975年（昭和50年）には犬ケ崎トンネルが開通し、間人から宇川へのアクセスが飛躍的に向上した。

## 名所旧跡
山陰海岸ジオパークに指定される数多くの景勝地があり、地域に伝わる「望郷 宇川節」には宇川の名所旧跡が数多く歌われている。

### 景勝地
- 経ヶ岬
  - 経ヶ岬灯台 -「日本灯台50選」や「京の百景」など多数の評価をもつAランク保存灯台。
- 袖志の棚田 - 日本海を臨む海岸段丘に構築された約400枚の棚田で、「日本の棚田百選」に数えられる[90]。
- 碇高原 - 標高約400メートルに広がる草原地帯で、古くから宇川牛の放牧飼育で知られ、碇高原牧場がある[91]。
- 丹後松島
- 高嶋 - 宇川を代表する景勝地・丹後松島を臨む砂浜地帯。海水浴場は砂粒が小さい上質なもので、岩礁が多いために磯釣りにも適する[92]。
- 一万度岩 - 中浜の西の海中にそびえる巨岩。頂上に「一万度明神」を祀る。
- 畳岩 - 袖志の西側、落倉とよばれる地域にある平らな巨岩で、一名千畳岩とも称される[93]。

### 史跡・寺社
- 上野遺跡 - 旧石器時代前半、氷河期の狩猟野営地の跡ともみられる京都府内最古の遺跡[94]。
- 平遺跡 - 縄文時代の初期から晩期までの長期にわたる痕跡がみられる遺跡。なかでも縄文時代中期末の土器は近畿地方の代表的な土器の出土例として知られ、「平式土器」とよばれる[95]。
- 小脇村の子安地蔵 - 大津波から住民を守ったという伝説が残り、小脇村が廃村となった後の1994年（平成5年）に跡地に建てられた「小脇乃里由来碑」にも描かれる[96]。
- 穴文殊（九品寺） - 経ヶ岬付近の高さ約10メートルの海浸食による洞で、かつて室町時代頃に海心洞に文殊菩薩の石像を奉納した場所。文殊像はのちに、洞の真上の丘に建てた萬福寺境外仏堂に納められ、清涼山九品寺の本尊となった[97]。
- 上山寺 - 丹後町域随一の寺院として、最盛期には25の坊を持った真言宗の寺院[98]。
- 六神社 - 古くは大宇迦神社とよばれ、一説によれば宇川の地名由来になったとも伝承される神社。6人の神霊を合祀することから、六神社と称されるようになった[99]。

### 施設
- 中浜漁港
- 袖志漁港
- 宇川温泉「よし野の里」 - 久僧にある日帰り温泉宿泊施設。2001年（平成13年）7月1日にオープンした[100]。地下1,200mから汲み上げる天然温泉を用いる[101]。「海の温泉・竜宮」と「山の温泉・香具夜」の2つの浴場があり、コテージ風の宿泊施設も有する[100]。
- 宇川アクティブライフハウス - 宇川地域コミュニティの拠点として、宇川加工所等の様々な取組の会場となっている。旧下宇川保育所。
- 航空自衛隊経ヶ岬分屯基地
- 在日米軍経ヶ岬通信所

### 註釈
1. ↑  なお、2020年11月には京都府福知山市の稚児野遺跡でも上野遺跡と同時代の石器が出土している。
2. ↑  唐臼で米を撒く作業で、「唐臼屋」と呼ばれた[53]。